# Bernhard Peters (Sportfunktionär)
Bernhard Peters (* 5. April 1960 in Rheine) ist ein deutscher Diplom-Sportlehrer und vielseitiger Trainer. Er war viele Jahre für den Deutschen Hockey-Bund tätig, dessen Nationalmannschaft er zwischen 2000 und 2006 als Trainer zu mehreren Weltmeistertiteln führte. 2006 wechselte er in den Fußballsport. Bis 2014 war er bei der TSG 1899 Hoffenheim. Von August 2014 bis Oktober 2018 war er beim Hamburger SV. Seit 2020 ist er beratend für den amerikanischen Club St. Louis City SC tätig.

## Leben
Peters studierte an der Deutschen Sporthochschule Köln. Im Jahre 1983 wurde Peters bereits mit 23 Jahren sportlicher Leiter der Hockeyabteilung des Crefelder HTC. Hier trainierte er auch diverse Jugendmannschaften. Von 1985 bis 2006 war Peters Trainer beim Deutschen Hockey-Bund. Anfangs war er für verschiedene Juniorenteams zuständig, mit denen er zwischen 1988 und 2000 mehrere Welt- und Europameisterschaften gewann. Im Dezember 2000 übernahm er die deutsche Herren-Hockeynationalmannschaft von Paul Lissek, dessen Assistenztrainer er zuvor gewesen war. Bernhard Peters führte das Herrenteam bei der Weltmeisterschaft 2002 und 2006 erfolgreich zum Titel. 2003 wurde die Nationalmannschaft unter Peters zudem Weltmeister im Hallenhockey.
Für breites Medienecho sorgte Anfang 2006 die Tatsache, dass Peters als Wunschkandidat von Fußball-Bundestrainer Jürgen Klinsmann für den Posten des DFB-Sportdirektors benannt wurde. Klinsmann konnte sich aber nicht durchsetzen. Zuvor hatte Peters bei den Fußballvereinen FC Schalke 04 und 1. FSV Mainz 05 hospitiert. Zum 15. Oktober 2006 wurde er nur einen Monat nach dem verteidigten Weltmeistertitel stattdessen Direktor für Sport und Nachwuchsförderung beim Regionalligisten TSG 1899 Hoffenheim, der zwei Jahre später in die Bundesliga aufstieg. Peters wurde als Berater Mitglied des DFB-Kompetenzteams, um seine Trainingsmethoden und Erfahrung als erfolgreicher Hockey-Bundestrainer für den neuen Fußball-Bundestrainer Joachim Löw einzubringen. Nachdem Peters die Vorbereitung auf die Europameisterschaft 2008 während des Turniers kritisiert hatte, wurde die Zusammenarbeit von Seiten des DFB im Juli 2008 beendet.
Peters gilt als Taktik-Experte, der besonderen Wert auf Disziplin und Fitness legt. Er referierte an der für die Fußball-Trainerausbildung zuständigen Hennes-Weisweiler-Akademie, die damals in Köln an der Sporthochschule beheimatet war, über Themen wie Coaching, Kommunikation, Team- und Halbzeitbesprechung und Wochenplanung. Im Zuge der Zeitplanung legte er Wert auf die intellektuelle Weiterentwicklung der Spieler. 2008 veröffentlichte Peters zusammen mit dem ZEIT-Journalisten Moritz Müller-Wirth im Heyne Verlag sein erstes Buch Führungs-Spiel, in dem er auch seine verhinderte Ernennung zum DFB-Sportdirektor kommentiert. 2008 schlug Peters den von anderen Sportarten bekannten fliegenden Wechsel beim Fußball vor. Dadurch sollte ein höheres Spieltempo, weniger Stammplatzdiskussionen bzw. ein größeres „Wir-Gefühl“ des Kaders, eine bessere Einflussnahme des Trainers und vor allem eine bessere Förderung der jungen Talente ermöglicht werden.
Zum 1. August 2014 wechselte Peters als Direktor Sport zum Hamburger SV. Dort übernahm er die Bereiche Jugend, Nachwuchs und Koordination. Im Juni 2018 wurden seine Aufgaben auf den Bereich Jugend begrenzt. Peters bezog dann ein Büro im Nachwuchsleistungszentrum Campus. Im Oktober 2018 wurde das Arbeitsverhältnis im gegenseitigen Einvernehmen beendet. Am 31. August 2020 unterschrieb Peters, als Berater für die Entwicklung der Jugendakademie und Assistent des Sportdirektors Lutz Pfannenstiel, bei dem zur Saison 2023 in die Major League Soccer einsteigenden Verein St. Louis City.
Peters gehört dem Kuratorium der Stiftung Jugendfußball an. Die Stiftung Jugendfußball wurde im Jahr 2000 von Jürgen Klinsmann, weiteren erfolgreichen Nationalspielern sowie den Dozenten des Fußball-Lehrer-Sonderlehrgangs gegründet.
Peters ist verheiratet und Vater von vier Kindern.

## Werke
- Führungsspiel. Menschen begeistern, Teams formen, Siegen lernen - nutzen Sie die Erfolgsgeheimnisse des Spitzensports. Heyne, München 2008, ISBN 978-3-453-15433-9 (Gemeinsam mit Hans-Dieter Hermann und Moritz Müller-Wirth).
- Zwei gegen Eins. Starke Entscheider auf dem Platz. Philippka Sportverlag, Münster 2020, ISBN 978-3-89417-305-0 (Gemeinsam mit Andreas Schumacher).